# Krympt-por-syndrom

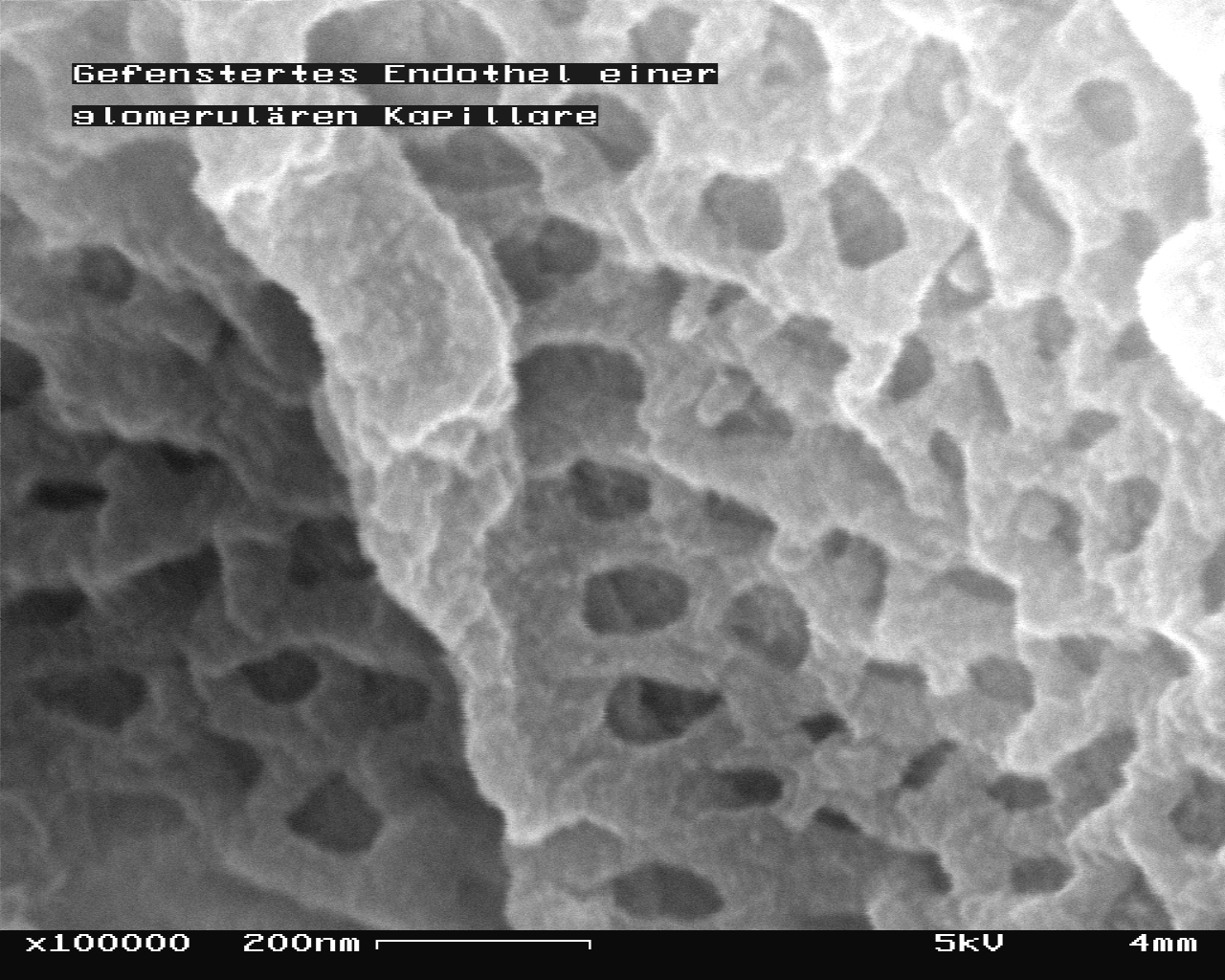
Porer i en av strukturerna i glomerulus filtrationsbarriär

Krympt-por-syndrom är en vanlig njursjukdom där porerna i glomerulus blir mindre och därför inte lika effektivt kan släppa igenom 5-30 kDa stora proteiner, som exempelvis cystatin C, till primärurinen. Detta innebär stor risk för utveckling av allvarliga sjukdomar och förtidig död. 

## Njurfunktion och identifiering av krympt-por-syndromet (KPS)

### Njurarnas funktioner
Njurarna spelar en avgörande roll för att upprätthålla en konstant inre miljö genom att reglera extracellulärvätskans volym, pH, osmolaritet, elektrolythalter och genom att utsöndra kataboliter och toxiner. Genom att producera hormonerna erytropoetin och renin, styr de även bildningen av röda blodkroppar och reglerar blodtrycket. 
Att njurarna spelar en avgörande roll också för att upprätthålla balansen mellan produktion och utsöndring av de flesta av kroppens proteiner i storleken 5-30 kDa, och att en svikt i denna funktion leder till kraftigt ökad sjuklighet och dödlighet, blev inte allmänt känt förrän man 2014 upptäckte krympt-por-syndromet. Proteiner mindre än 30 kDa utgör cirka 36% av det totala humana proteomet.

### Identifiering av syndromet
Syndromet kunde identifieras genom parallell användning av två olika sätt att uppskatta njurarnas glomerulära filtrationshastighet (Glomerular Filtration Rate, GFR). GFR är den mängd primärurin, som njurarna producerar per tidsenhet och kan anges som ml/min. Olikstora friska individer har olika njurstorlek och därmed olika GFR mätt som ml/min. För att kunna jämföra njurfunktionen mellan individer med olika storlek brukar GFR-värdet därför normeras till kroppsytan hos en medelstor vuxen med en kroppsyta på 1,73m2. Fördelen med ett sådant kroppsytenormerat GFR (med enheten ml/min/1,73m2) är att normalvärdena för olikstora individer, till exempel vuxna och barn, blir desamma. Kroppsytenormerat GFR kallas också relativt GFR. GFR kan mätas invasivt genom att man injicerar en substans som endast utsöndras genom glomerulär filtration, och följer dess försvinnande från blod eller dess utsöndring i urinen. Men eftersom invasiva undersökningar är dyra, långsamma och inte helt riskfria så föredrar man normalt inom sjukvården att estimera GFR genom att mäta plasmahalten av två substanser, kreatinin och cystatin C, som båda nästan enbart utsöndras genom glomerulär filtration. Uppskattningarna görs genom att använda cystatin C- och kreatinin-baserade GFR-estimeringsekvationer som, förutom halterna av cystatin C och kreatinin, också innehåller antropometriska termer, till exempel ålder. De två uppskattningarna, eGFRcystatin C och eGFRkreatinin, stämmer vanligtvis överens inom 20% och medelvärdet, eGFRmedel är generellt den bästa uppskattningen av GFR. Men för några patienter stämmer inte eGFRcystatin C och eGFRkreatinin överens. Om icke-renala faktorer som påverkar kreatinin (och därmed eGFRkreatinin) eller cystatin C (och därmed eGFRcystatin C) kan uteslutas och eGFRcystatin C/eGFRkreatinin-kvoten är <0,60, eller <0,70, är en rättfram patofysiologisk tolkning enligt pormodellen för glomerulär filtration, att en minskad diameter för en del av porerna i glomerulusmembranet innebär en minskad filtration av 5-30 kDa stora molekyler, som cystatin C, men inte i lika hög grad av små molekyler som kreatinin och vatten. Detta patofysiologiska tillstånd kallades därför ”Krympt-por-syndrom (KPS), när det definierades 2014 av professor Anders Grubb och medarbetare.

## Invasiva studier av porstorlek
Innan man kunde identifiera KPS genom bruk av eGFRcystatin C/eGFRkreatinin-kvoten, hade man genom invasiva studier av ett mindre antal patienter visat, att njurarnas förmåga att utsöndra stora molekyler selektivt kunde vara sänkt. Man jämförde därvid njurutsöndringen av injicerade relativt stora molekyler, som dextraner, cystatin C och polysackariden levan med utsöndringen av små molekyler, till exempel iotalamat, inulin och mannitol.

## Kliniska konsekvenser av KPS
Den första undersökningen av KPS kliniska konsekvenser gällde en population av 1638 patienter, som opererats för kranskärlsjukdom. Långtidsmortaliteten för de patienter, som före operationen hade diagnosticerats med KPS, var mycket kraftigt förhöjd. Ett flertal efterföljande studier av KPS i olika populationer bekräftade, att KPS var associerat med en kraftigt ökad långtidsmortalitet. I en epidemiologisk undersökning av cirka 3000 individer visade sig mortaliteten för patienter med KPS vara högre än mortaliteten vid cancer, diabetes mellitus, kardiovaskulära sjukdomar och kronisk njursjukdom.  De vanligaste dödsorsakerna hos patienter med KPS visade sig vara olika kardiovaskulära sjukdomar och cancer. Förutom den kraftigt ökade totala mortaliteten hos patienter med KPS har man konstaterat ökad prevalens av hjärtsvikt. KPS har påvisats hos barn, men de kliniska konsekvenserna av detta är ännu inte kända.

## KPS patofysiologi. Behandlingsmöjligheter

Patofysiologin vid krympt-por-syndrom

Studier av proteomen hos fyra grupper av patienter, med eller utan KPS och med normalt eller sänkt GFR, visar att minst 30 förändringar i koncentration av proteiner är specifika för KPS. Av dessa förändringar gällde 18 ökade halter av signalproteiner, som beskrivits framkalla, eller vara associerade med, utveckling av ateroskleros. Även andra, tidigare eller pågående, studier av KPS indikerar, att halterna av många proteiner ändras på ett specifikt sätt vid KPS. Dessa fynd stöder hypotesen, att patofysiologin vid KPS är ändringar, huvudsakligen ökningar, i halterna av ett stort antal 5-30 kDa-proteiner med signalfunktioner, till exempel cytokiner, som påskyndar utvecklingen av allvarliga sjukdomar som cancer och hjärtkärlsjukdomar. Man vet att KPS är ett reversibelt tillstånd, eftersom syndromet utvecklas i den tredje trimestern av varje normal graviditet, och i en mer uttalad form vid preeklampsi, graviditetstoxikos, men spontant försvinner inom några veckor efter förlossningen.
Den föreslagna patofysiologiska modellen för KPS innebär, att det finns behandlingsmöjligheter. En skulle vara att identifiera de mest skadliga signalproteinera, som ökar i halt vid KPS, och sänka halterna med hjälp av monoklonala antikroppar, ungefär som sker vid behandling av inflammatoriska sjukdomar med monoklonala antikroppar. En annan möjlighet skulle vara att utveckla hemodialys-tekniken så att också 5-30 kDa-signalproteiner effektivt avlägsnas vid behandlingen. En njurtransplantation med en njure utan KPS är en tredje behandlingsmöjlighet.

## Diagnos av KPS

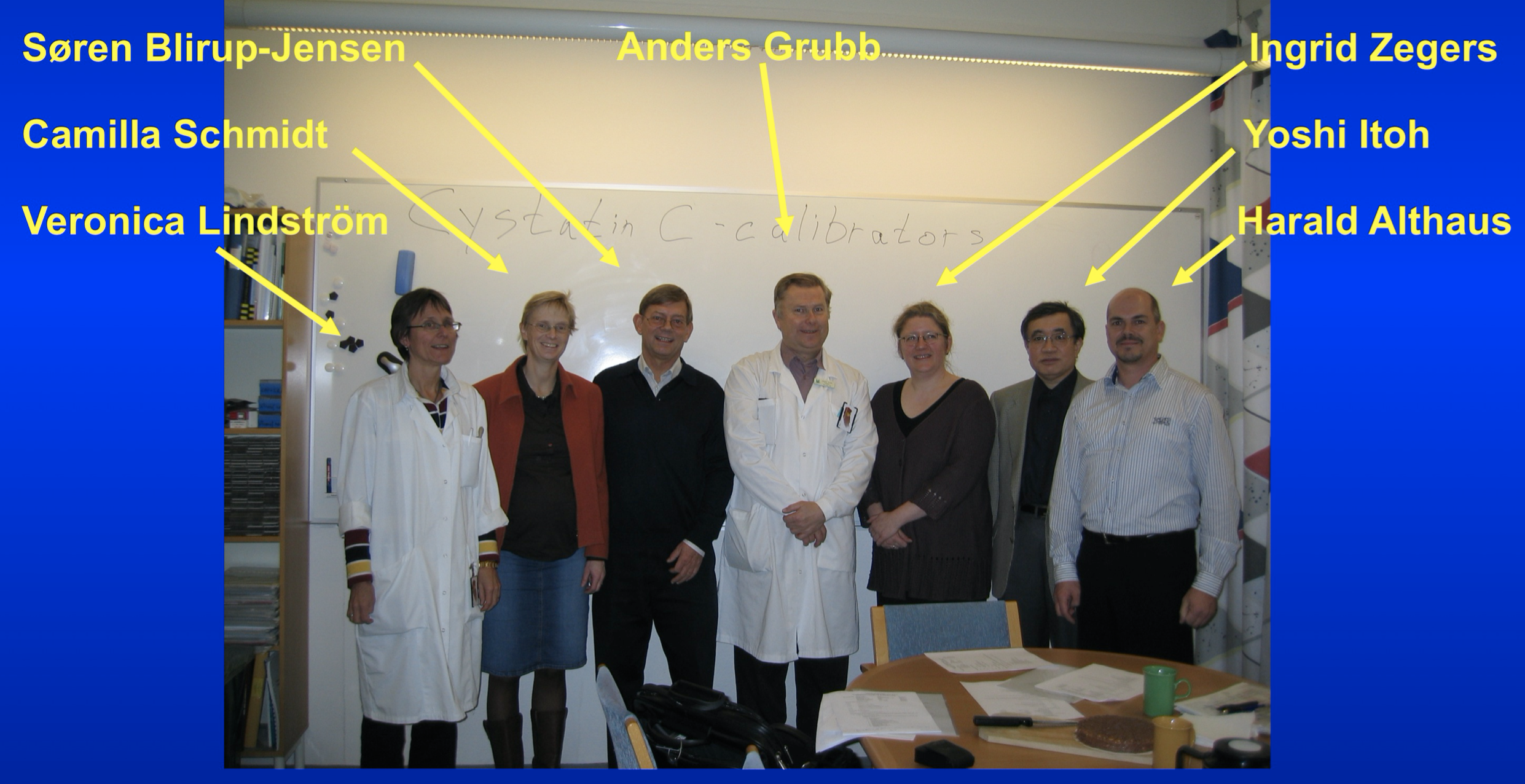
En Arbetsgrupp som tillsattes av International Federation of Clinical Chemistry för att skapa en världskalibrator för cystatin C.

En eGFRcystatin C/eGFRkreatinin-kvot <0,60, eller <0,70, i frånvaro av icke-renala faktorer som påverkar cystatin C eller kreatinin, identifierar KPS. Tre olika par av eGFRcystatin C- och eGFRkreatinin- estimeringsekvationer har använts för att diagnosticera KPS. Dessa är CAPA–LMR, CKD-EPIcystatin C–CKD-EPIkreatinin och FAScystatin C–FASkreatinin. De internationella KDIGO-rekommendationerna för identifiering och klassificering av kroniska njursjukdomar (CKD) omfattar estimering, eller invasiv mätning, av GFR samt undersökning av om hyperalbuminuri föreligger. Eftersom flera studier visar, att KPS kan förekomma hos individer med normalt GFR och utan hyperalbuminuri, kommer KDIGO-rekommendationerna att missa identifieringen av många patienter med KPS och därmed många patienter med allvarlig njursjukdom. Detta visar, att den optimala identifieringen och klassificeringen av patienter med CKD inte endast kräver analys av GFR (estimerat eller invasivt mätt) och av hyperalbuminuri utan också analys av eGFRcystatin C/eGFRkreatinin- kvoten för att kunna identifiera alla patienter med KPS.